# Banco dos Estados da África Central

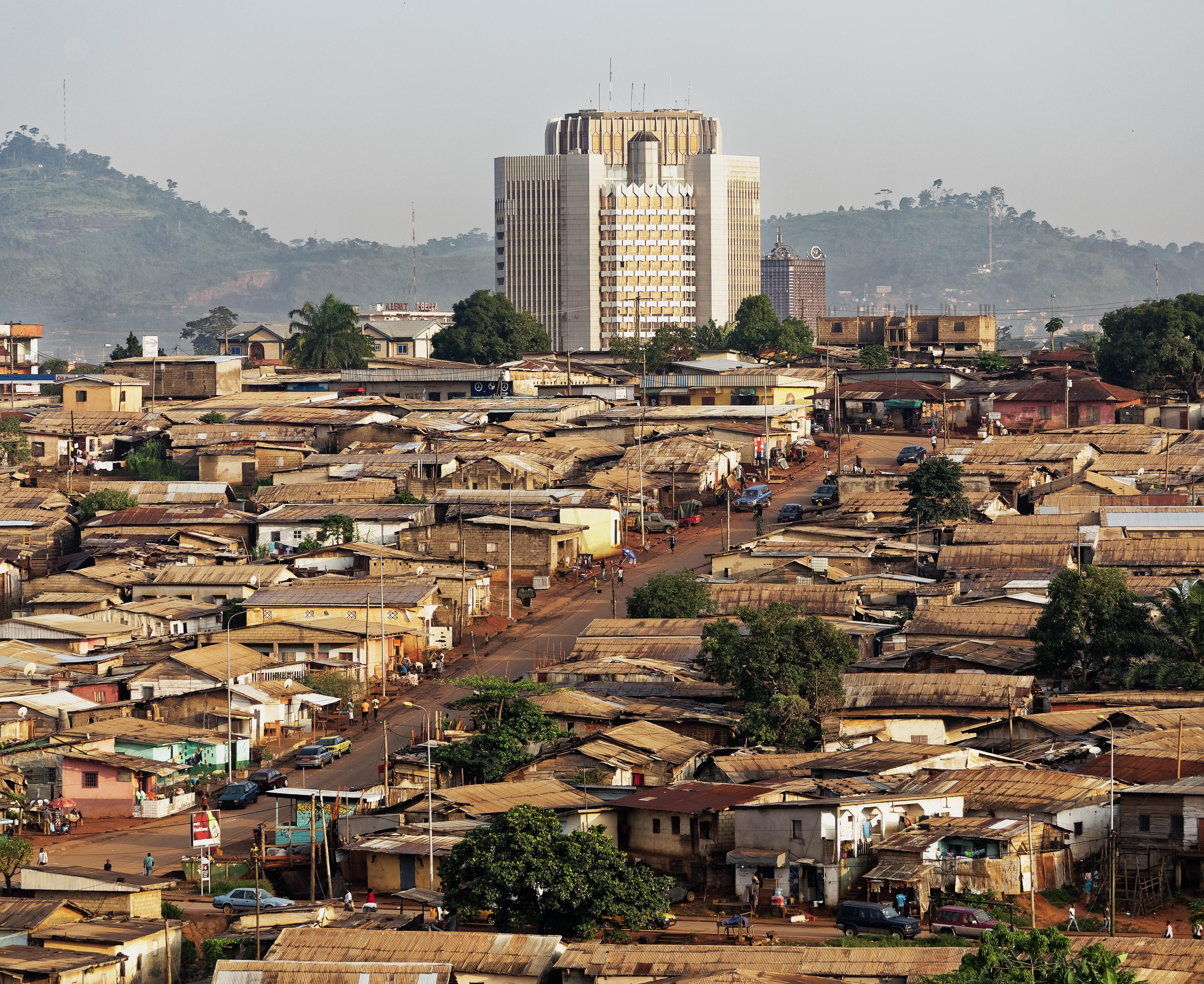
Sede do BEAC em Yaoundé, Camarões.

O BEAC é o banco central dos estados em cor vermelha.

O Banco dos Estados da África Central (em francês:  Banque des États de l'Afrique Centrale, BEAC) é o banco central que serve seis países da África Central, que formam a Comunidade Económica dos Estados da África Central:
- Camarões
- Chade
- Gabão
- Guiné Equatorial
- República Centro-Africana
- República do Congo

Tem sede em Yaoundé, Camarões.
Philibert Andzembe, do Gabão, foi o governador do BEAC de julho de 2007 a outubro de 2009, quando foi removido do cargo pelo novo presidente do Gabão, Ali Bongo, em resposta a um escândalo no qual $28.3 milhões de dólares desapareceram da filial do banco em Paris. Jean Félix Mamalepot, também gabonês, fora o governador anterior, durante 17 anos.